# جيم تورنر (ناشر)
جيم تورنر (بالإنجليزية: Jim Turner)‏ هو ناشر أمريكي، ولد في 19 مارس 1945 في سانت لويس في الولايات المتحدة، وتوفي بنفس المكان في 28 مارس 1999.